# Crasna (Sălaj)
Crasna (in ungherese Kraszna, in tedesco Krassmarkt) è un comune della Romania di 6 433 abitanti, ubicato nel distretto di Sălaj, nella regione storica della Transilvania.
Il comune è formato dall'unione di 4 villaggi: Crasna, Huseni, Marin, Ratin.
Il toponimo trae origine dal termine slavo krasna, che significa "bello". La città viene citata per la prima volta con il nome di Karasna in un documento del 1213.
A lungo importante centro della zona, Crasna ospitava un castello che fu abitato fino al XVII secolo. Fu la capitale del Comitato di Kraszna del Regno d'Ungheria fino al 1876, quando questo venne unito a quello di Közép-Szolnok per formare il comitato di Szilágy, con capitale a Zalău. Crasna rimase parte del Regno d'Ungheria fino al 1920, quando il Trattato del Trianon pose la Transilvania sotto il Regno di Romania.
Il più importante monumento della città è il Tempio protestante, costruito alla fine del XIV secolo, coperto da una volta a cassettoni dipinti del XVII secolo.